# Delia sanctijacobi
Delia sanctijacobi este o specie de muște din genul Delia, familia Anthomyiidae. A fost descrisă pentru prima dată de Jacques-Marie-Frangile Bigot în anul 1885. Conform Catalogue of Life specia Delia sanctijacobi nu are subspecii cunoscute.